# Роджърс център
„Роджърс център“ (на английски: Rogers Centre), до 2005 г. известен като „Скай доум“ (на английски: Sky Dome), е първият стадион в света с подвижен покрив и възможности за пълно покриване на съоръжението. Комплексът е открит през 1989 г.

Стадионът се намира в Торонто (Канада), в непосредствена близост до телевизионната кула Си Ен Тауър. Стадионът разполага с 66 000 седящи места и е база на бейзболния клуб Блу Джейс (Blue Jays) и на футболния клуб Аргонавтс (Argonauts).

## Конструкция на купола
Подвижният покрив на стадиона тежи 11 000 тона и се намира на 93 м над игрището. Той има възможност за пълно покриване и откриване на съоръжението. Освен игрището куполът може да покрие 91 % от седящите места.

Куполът се състои от 4 части – една неподвижна, една обръщаща се на 180° и други две, прибираща се една под друга телескопично. Пълното разгъване или прибиране на покрива трае 20 мин.

## Удобства и мултифункционалност
Пребиваването на стадиона е много приятно и удобно. Освен стандартни седящи места, стадионът предлага ВИП-ложа срещу годишен абонамент от 250 000 долара.
Освен със спортни съоръжения, комплексът разполага с:
- зали за конференции;
- спа-центрове;
- зали за занимания с деца;
- заведения;
- хотел, част от апартаментите в който имат изглед към игрището.

Освен за спортни събития стадионът се използва и за големи концерти на звезди на шоу-бизнеса.
През 2000 г. на него се проведе най-голямото литературно четене в света - пред 25 000 деца, преоблечени като магьосници и техните родители, Джоан Роулинг, авторката на Хари Потър чете фрагменти от най-новата си книга.
Комплексът е широко достъпен за посещения и разглеждане.

## Рекорди
На 17 март 2002 на стадиона се провежда най-голямото шоу за годината на кеч федерацията WWE, на което присъстват 69 237, което е рекорда по посещаемост в Роджърс Център (тогава Скай Доум)